# Van Gils & gasten
Van Gils & gasten was een praatprogramma op Eén met als presentator Lieven Van Gils. Het programma liep, als opvolger van Café Corsari, van 31 augustus 2015 tot en met 9 mei 2019. Er waren over alle seizoenen heen 628 afleveringen. De talkshow werd van maandag tot donderdag uitgezonden. Het programma had geen vaste rubrieken of vast aantal gasten, maar meestal stonden er een viertal thema's per aflevering centraal.
De laatste aflevering heette uitzonderlijk Gasten & Van Gils en werd bekeken door 704.171 kijkers, een hoog aantal op dat tijdstip. In deze aflevering stond Van Gils voor de verandering eens zelf centraal en bestond het publiek uit bekende vrienden en gasten.
Tijdens het Eurovisiesongfestival werd het programma gebruikt voor de voor- en nabeschouwing.